# Крыжановский, Сергей Русланович
Серге́й Русла́нович Крыжано́вский (рум. Serghei Krîjanovski; род. 7 июля 1996 года во Флорешты, Молдавия) — молдавский профессиональный игрок в русский бильярд, мастер спорта международного класса. Чемпион мира 2014 и 2018 года в дисциплине свободная пирамида, чемпион Европы 2014 года в этой же дисциплине и победитель ряда других крупных турниров в различных дисциплинах. Является одним из ведущих игроков в русский бильярд современности.

## Биография и карьера
Познакомился с бильярдом в 9 лет. В марте 2008 года, в возрасте 11 лет начал тренироваться с Софийским Андреем в городе Бельцы, находящемся в 30 км от родного города Сергея Флорешты.
В конце июня 2008 года, выступая в команде с Софийским Андреем на командном турнире в клубе «Золотой шар» (Украина, Одесса), Сергей знакомится с профессиональным тренером
Александром Кражевским и 1 июля того же года переезжает в Кишинев, где на протяжении следующих двух с половиной лет тренируется под руководством этого тренера.
В сентябре 2009 года Сергей в течение 5 недель выигрывает 5 турниров подряд:
- побеждает в финале коммерческого турнира у мастера спорта международного класса Виджая Дрангоя[6].;
- побеждает и становится абсолютным чемпионом Украины среди юниоров;[7].
- становится абсолютным чемпионом Приднестровья;
- завоевывает звание абсолютного чемпиона Молдавии среди юниоров;[8].
- побеждает в турнире на звание абсолютного чемпиона Молдовы, выиграв у МС Мельника Игоря, и в 13 лет становится мастером спорта.

В начале 2010 года Сергей в коммерческом турнире в честь открытия нового бильярдного клуба «San Remo» в Кишинёве выигрывает в финале у мастера спорта Молдовы международного класса Виджая Дрангоя.
В 2011 году, в возрасте 15 лет Сергей выходит в полуфинал взрослого чемпионата Европы по свободной пирамиде и четвертьфинал взрослого чемпионата мира в этой же дисциплине.
В последующие годы Крыжановский завоёвывает следующие титулы:
- Чемпион Мира среди юниоров «Свободная пирамида» (Казань, Россия 21 — 24.09.2011 г.);[10]
- Бронзовый призер Кубка Независимости Украины (18-21.08.11);[11].
- 1 место на кубке Надежды (10-13.02.2012);[12].
- Абсолютный чемпион Молдовы (18.02.2012);[13]
- Бронзовый призер чемпионата Европы (Волгоград, Россия с 19 — 22 мая);
- В феврале становится Финалистом 1-го этапа кубка Украинского производителя;[14]
- Финалист открытого чемпионата Украины по комбинированной пирамиде;
- Обладатель Кубка Николаева по московской пирамиде (с 1 — 4.12.2011);[15][16]

В ноябре месяце 2013 года Сергей начинает выступать за клуб «Звезды», в который его пригласил Евгений Сталев, и уже в конце ноября участвует на Кубке Кремля с логотипом клуба на жилетке. Также с ноября 2013 года он начинает тренировки под руководством Сергея Баурова и в декабре становится победителем крупнейшего международного турнира по русскому бильярду в истории «St.-Petersburg Open» (динамичная пирамида, 18—21.12.2013)
- 2 место Москва открытый кубок клуба «Royal» 12 — 13.07.2014 комбинированная пирамида.[18]
- 1 место Чемпионат мира по свободной пирамиде среди мужчин (26 — 30.11.2014)[19]
- 1 место на Открытом кубке Волгоградской области по пирамиде памяти Владислава Тырина (03-05.04.2015)[20]
- 2 место Суперфинал чемпионата мира по пирамиде(09 — 04.2015) (динамичная, комбинированная, свободная)[21]
- 2 место Открытый чемпионат Азии по свободной пирамиде (22 — 25.07.2015)[22]
- 2 место Ставрополь 4 ежегодный турнир на приз ФБС «Ставрополье» Московская (сибирская) (01 — 03.08.2015)[23]
- 1 место в Уссурийск на кубок БК «Империя» (22.09.2014 — 30.09.2014) Московская пирамида (сибирская).[24]
- 1 место на открытом кубке Волгоградской области по бильярду памяти Владислава Николаевича Тырина.[25]
- 1 место на Кубке губернатора Ульяновской области по пирамиде[26]

С 2015 года тренируется в бильярдном клубе Евгения Сталева и Сергея Баурова "Легенда" 
2018 Сергей Крыжановский во второй раз побеждает на чемпионате мира в свободной пирамиде, разгромив в финале Артёма Балова со счетом 7:0 (матч продлился всего 46 минут), а в 2019 выигрывает один из крупнейших коммерческих турниров — 8-й Международный турнир на приз Почетного президента ФБС ЮФО И. И. Саввиди (неофициальное название — «Кубок Саввиди») и впервые достигает финала чемпионата мира в комбинированной пирамиде.
Сергей Крыжановский — один из сильнейших игроков мира в пирамиду и, возможно, первым из нового поколения игроков вывел русский бильярд на более высокие игровые стандарты - прежде всего в части сыгрывания шаров и построения серий. Кроме того, благодаря своему игровому стилю, исполнению «эффектных» ударов Сергей является одним из самых популярных игроков в пирамиду.
Сергей — левша, однако, как и многие другие профессионалы, в игре хорошо владеет «нерабочей» рукой, предпочитая при необходимости выполнять удары правой вместо использования машинки (тёщи).

## Наиболее значимые достижения в карьере
- побеждает в финале коммерческого турнира у мастера спорта международного класса Виджая Дрангоя — 2009;
- Абсолютный чемпион Молдавии — 2009;
- побеждает и становится абсолютным чемпионом Украины среди юниоров;[7].
- становится абсолютным чемпионом Приднестровья;
- завоевывает звание абсолютного чемпиона Молдавии среди юниоров;[8].
- В возрасте 13 лет побеждает в турнире на звание абсолютного чемпиона Молдовы, выиграв у МС Мельника Игоря, и становится Мастером спорта.
- В начале 2010 года Крыжановский Сергей выигрывает в финале у МСМК Виджая Дрангоя в коммерческом турнире в честь открытия нового бильярдного клуба «San Remo» в Кишинёве.
- Чемпион мира среди юношей (свободная пирамида) — 2011, 2013
- Победитель St.-Petersburg Open (динамичная пирамида) — 2013
- Чемпион мира (свободная пирамида) — 2014, 2018
- Чемпион Европы (свободная пирамида) — 2014
- Победитель Кубка Империи (комбинированная пирамида) — 2014
- Победитель Кубка губернатора Ульяновской области (московская пирамида) — 2015
- Победитель Кубка Волгоградской области памяти Тырина В. Н. (свободная пирамида) — 2015
- Победитель I тура Кубка мира (комбинированная пирамида) — 2016
- Победитель I этапа Кубка мира (свободная пирамида) — 2018
- Победитель 8-го Международного турнира на приз Почетного президента ФБС ЮФО И. И. Саввиди (московская пирамида) — 2019
- Финалист чемпионата мира (комбинированная пирамида) — 2019
- Бронзовый призёр чемпионата Европы (свободная пирамида) — 2011
- Финалист суперфинала чемпионата мира (многоборье) — 2015
- Бронзовый призёр Кубка Кремля (комбинированная пирамида) — 2016
- Финалист командного чемпионата мира (свободная пирамида, в паре с Владимиром Рейсом) — 2017
- Финалист Кубка Кремля (комбинированная пирамида) — 2018
- Финалист Кубка Мэра Москвы (свободная пирамида) — 2018